# НИИ экологии и рационального использования природных ресурсов
«НИИ эколо́гии и рациона́льного испо́льзования приро́дных ресу́рсов» (полное наименование — общество с ограниченной ответственностью «НИИ экологии и рационального использования природных ресурсов», сокращённое — НИИ ЭиРИПР) — российская инновационная компания из Тюмени, оказывающая услуги по утилизации нефтяных отходов и попутного нефтяного газа.
Один из первых резидентов бизнес-инкубатора Западно-Сибирского инновационного центра. Получила известность благодаря участию в ликвидации последствий взрыва нефтяной платформы Deepwater Horizon в Мексиканском заливе (2010 год).

## История

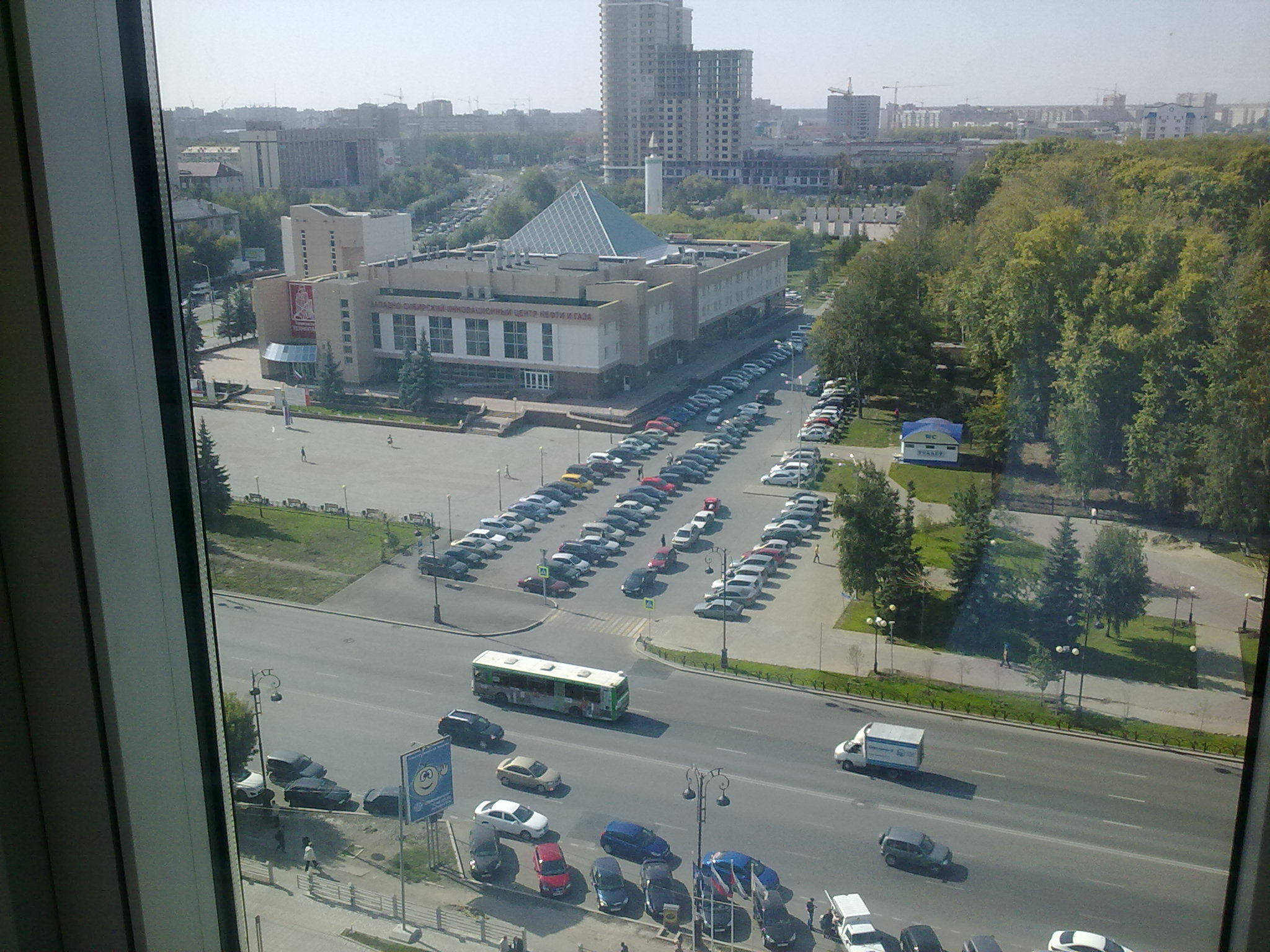
Западно-Сибирский инновационный центр. 2012 год

Создательница ООО «НИИ ЭиРИПР» Юлия Викторовна Денеко (род. в 1982 году) окончила эколого-географический факультет Тюменского госуниверситета (ТюмГУ), трудилась в должности главного специалиста центра бизнес-сопровождения научно-технических разработок Технопарка ТюмГУ. Вместе со своим отцом Виктором Юрьевичем Рядинским, директором Технопарка ТюмГУ, была соавтором нескольких изобретений.
Компания основана ею в 2005 году, спустя 2 года после окончания университета. В апреле 2009 года «НИИ ЭиРИПР» оказался в числе первых 5 компаний, получивших статус резидента бизнес-инкубатора Западно-Сибирского инновационного центра (Тюменского технопарка); её инновационный проект назывался «Использование волоконного „Нефтесорбирующего Бона“ для очистки нефтезагрязнённых водотоков». На разработку проекта в 2008 году компания впервые получила грант губернатора Тюменский области.
В 2010 году «НИИ ЭиРИПР» принял участие в устранении последствий взрыва нефтяной платформы Deepwater Horizon в Мексиканском заливе: поставлял материалы и осуществлял авторский надзор. В декабре 2012 года компания подала заявку на включение в состав резидентов технопарка «WISTA» (Берлин).

## Структура
Информация о руководителе компании противоречива. По одним данным, директором является Юлия Викторовна Денеко, по другим — её отец и соавтор изобретений Виктор Юрьевич Рядинский. Иногда Ю. В. Денеко упоминается в качестве директора по развитию.
Компания располагает 10 филиалами в ХМАО и ЯНАО. Главный полигон «НИИ ЭиРИПР» расположен под Тюменью в районе Верхнего Бора. В ХМАО применяется мобильный полигон по утилизации отходов нефтегазодобычи Dekontamobil (Деконтамобил), удостоенный в 2009 году «Национальной экологической премии».

## Деятельность

### Технология
«НИИ ЭиРИПР» обладает 6 собственными запатентованными технологиями и 14 сертифицированными материалами. На состоявшемся в 2012 году в Москве форуме «Новые технологии переработки нефтяных отходов и рекультивации загрязненных земель» участники более всего заинтересовались нефтесорбирующим боном, локальной надфакельной установкой для использования попутного нефтяного газа и мобильным полигоном Dekontamobil.

#### Волоконный нефтесорбирующий бон

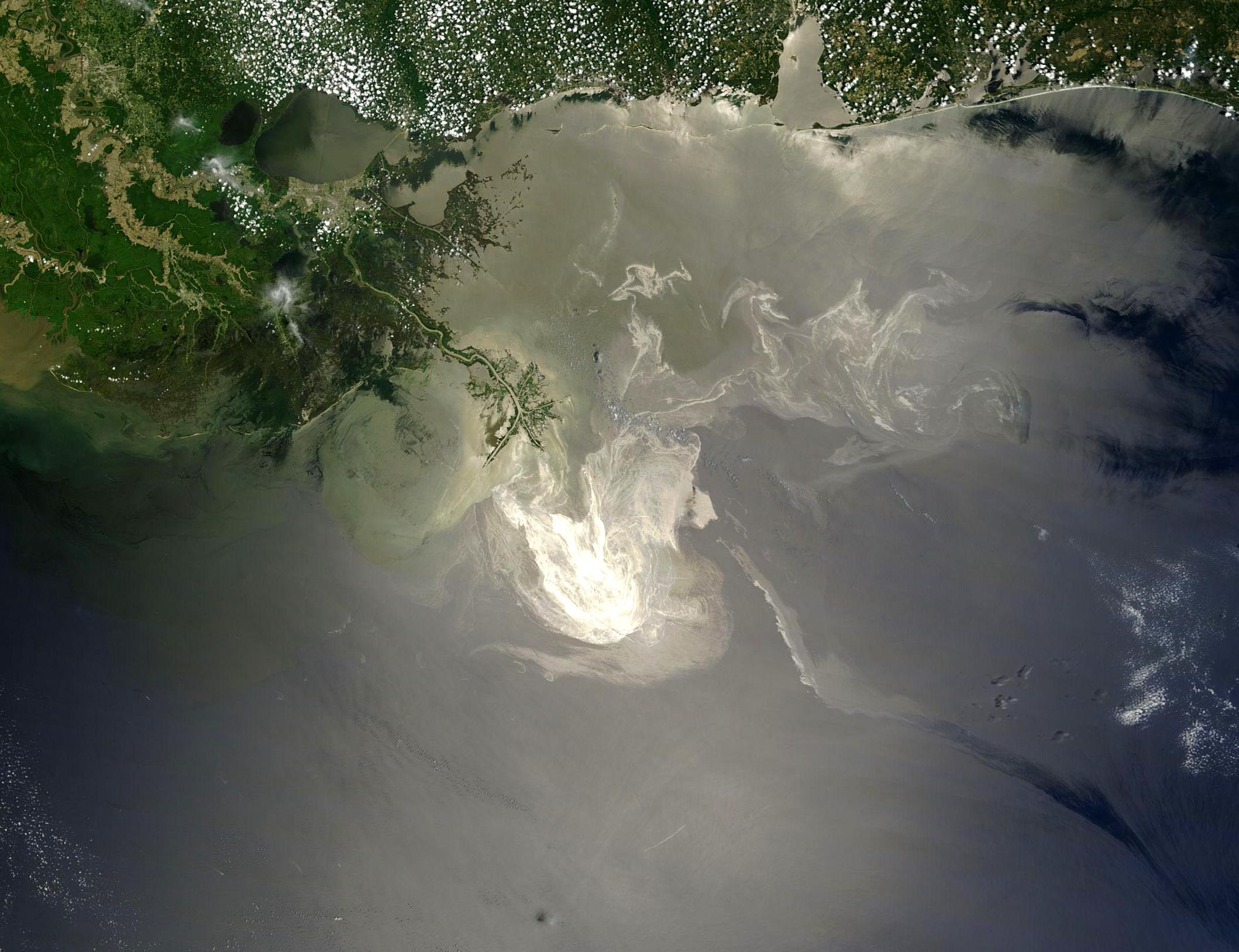
Нефтяное пятно в Мексиканском заливе, вид из космоса. 24 мая 2010 года

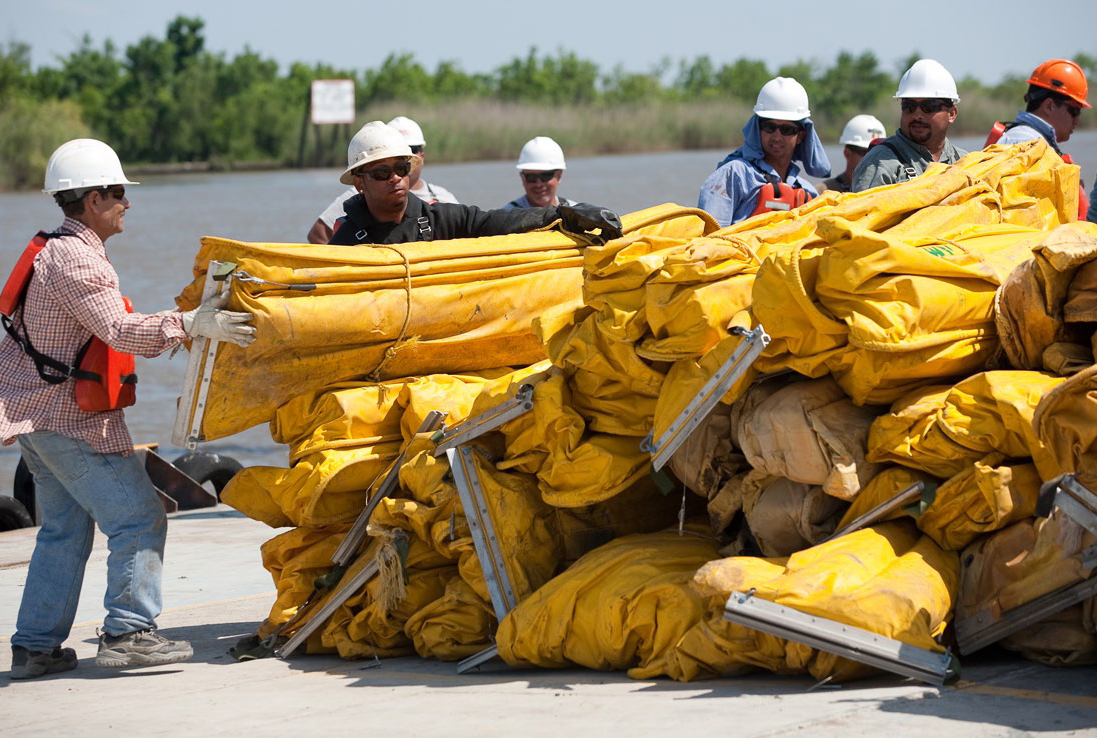
Рабочие готовят боновые заграждения. Мексиканский залив, 30 апреля 2010 года

Наиболее известная технология компании — волоконный нефтесорбирующий бон. Идеологом изобретения является Пётр Ильич Гвоздяк — доктор биологических наук, профессор Института коллоидной химии и химии воды НАН Украины (Киев), который придумал способ биологической очистки воды от органических соединений с помощью бактерий-деструкторов (Авторское свидетельство СССР 1428713). Сотрудники лаборатории микробиологии НИИ экологии и рационального использования природных ресурсов ТюмГУ запатентовали консорциум бактерий-деструкторов Arthrobacter Oxydans-091 и Pseudomonas Putida-36, однако патент РФ 2275466 прекратил своё действие в 2007 году. Поэтому часть авторов — В. Ю. Рядинский и Ю. В. Денеко — в 2010 году обратились за получением нового патента (патент РФ 2431017).
Суть технологии в том, что на плавающих в воде боновых заграждениях закреплены специальные волокна, насыщенные бактериями-деструкторами. Волокна цепляют на себя нефтяные пятна, а бактерии съедают их в течение нескольких суток, при этом нефть разлагается на воду и углерод. Волокнистые насадки не препятствуют течению воды, при этом имеют самую высокую в мире площадь поглощающей поверхности: 5-10 тыс. м² на 1  м³ сооружения. Испытания на реке Варь-Еган показали снижение концентрации нефтепродуктов в толще воды в 4 раза, а поверхностной плёночной нефти — в 43 раза.
Проект стал финалистом «Конкурса русских инноваций-2009» и «Зворыкинской премии-2011». Технология была применена в ходе устранения последствий взрыва нефтяной платформы Deepwater Horizon в Мексиканском заливе в 2010 году. «НИИ ЭиРИПР» трудился по контракту с американской компанией Global Remediation Group. При этом применялись американские бактерии, выведенные учёными из Техаса, по причине необходимости долгого получения разрешения на импорт микроорганизмов от U.S. Environmental Protection Agency.

#### Пиролизная установка Global Remediation Group
В результате сотрудничества с Global Remediation Group при устранении последствий аварии в Мексиканском заливе «НИИ ЭиРИПР» получил эксклюзивное право на дистрибуцию в России американских пиролизных установок. Установки позволяют перерабатывать любые органические отходы со скоростью от 115 кг до 8 т в час с эффективностью 99 %. На выходе образуются синтетическая нефть, газ, биоуголь и электроэнергия.

#### Локальная надфакельная установка

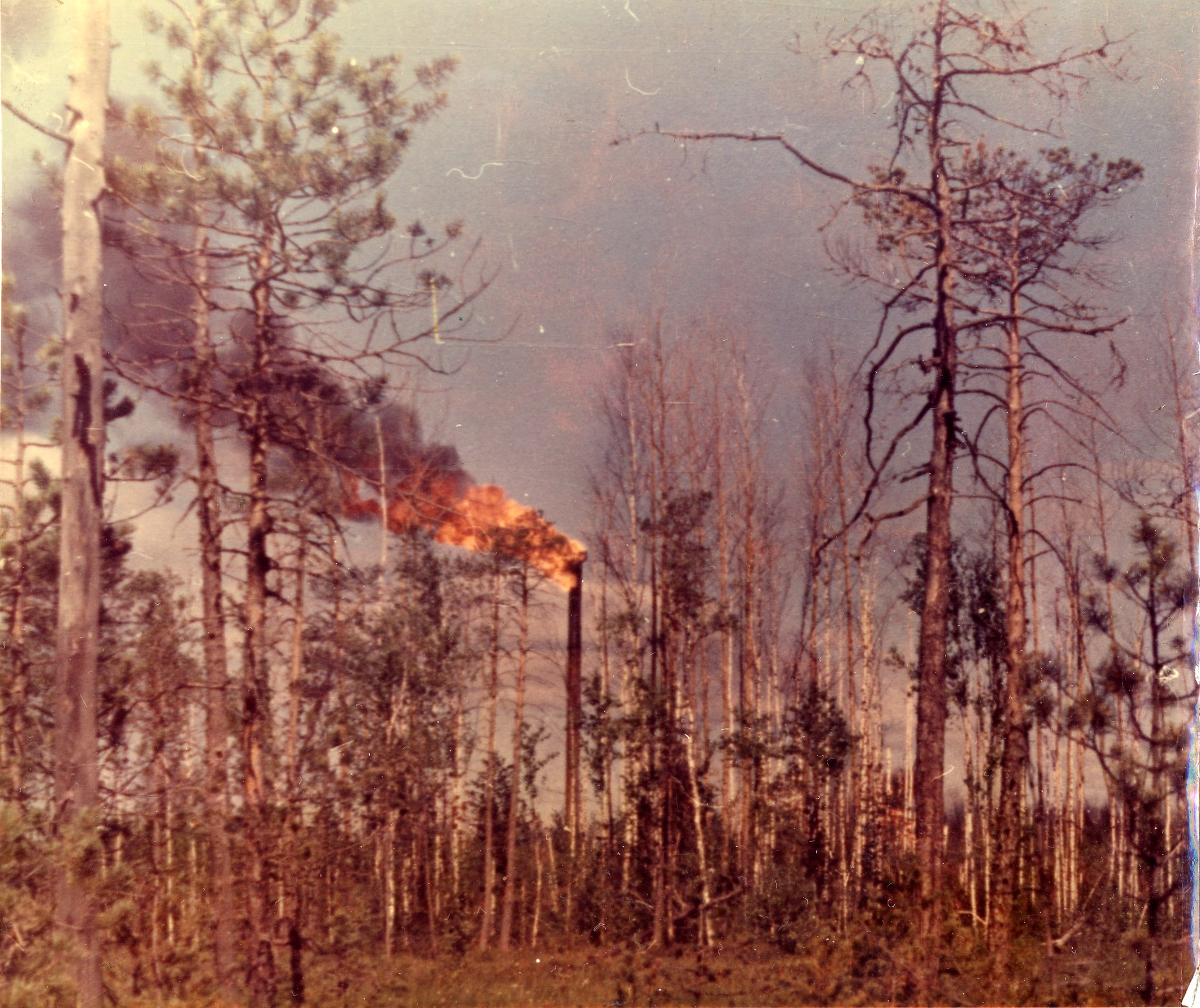
Газовый факел в тайге. Западная Сибирь, начало 1980-х годов

Установка позволяет увеличить температуру сгорания попутного нефтяного газа, за счёт чего большинство загрязняющих веществ будут догорать внутри газового факела, а значит, вредных выбросов в атмосферу становится значительно меньше (по утверждению разработчика, в 20-40 раз). При этом получаемое тепло можно отводить для использования в тепличном хозяйстве.
Компания получила для реализации своей технологии грант губернатора Тюменской области, в октябре 2011 года руководитель «НИИ ЭиРИПР» получила от председателя сообщества «Futurerussia Сколково» Ивана Буртника предложение подать заявку на включение в состав резидентов инновационного центра «Сколково» (Московская область), первые успешные испытания установки прошли в марте 2012 года. Технологию планирует использовать в своих проектах фирма ILF Consulting Engineers (Мюнхен).

#### Деконтамикс
Название происходит от слов «деконтаминация» (очистка) и «микс» (перемешивание). Данный материал является разновидностью буролитовой смеси — результата переработки бурового шлама, используется при строительстве автодорог. В. Ю. Рядинский возвёл на своём земельном участке в дер. Решетниково Тюменского района т. н. «элитную землянку» из деконтамикса, которую назвал «бурлянкой». Дом из этого материала возводится за 3-5 дней, его теплоизоляция обеспечивается как слоем грунта толщиной 1,5 м, так и травой со снегом. Проект бурлянки получил золотую медаль в номинации «Лучшая экспозиция» на проходившей в Тюмени 15—19 мая 2013 года выставке «Ландшафтный дизайн и архитектура».

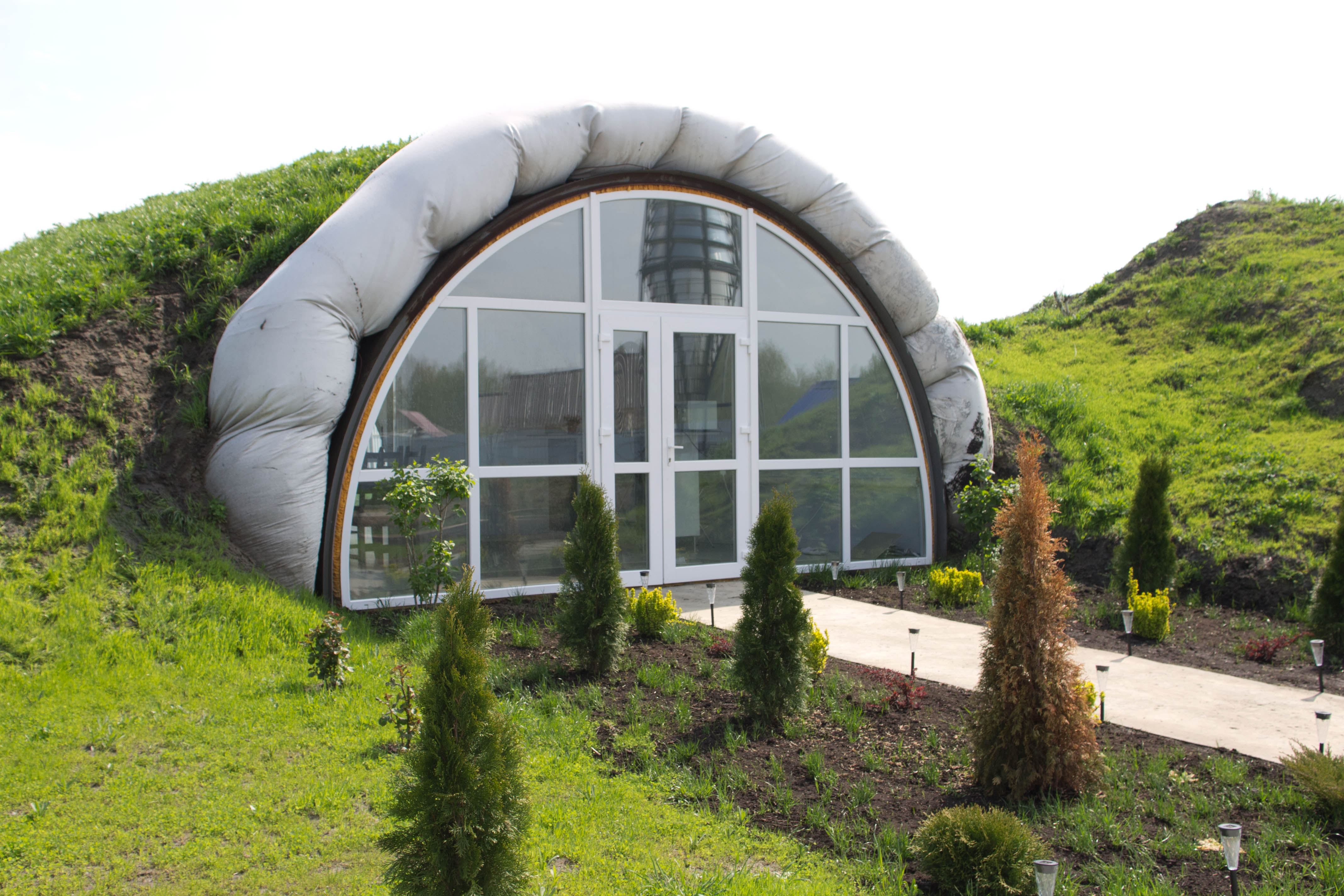
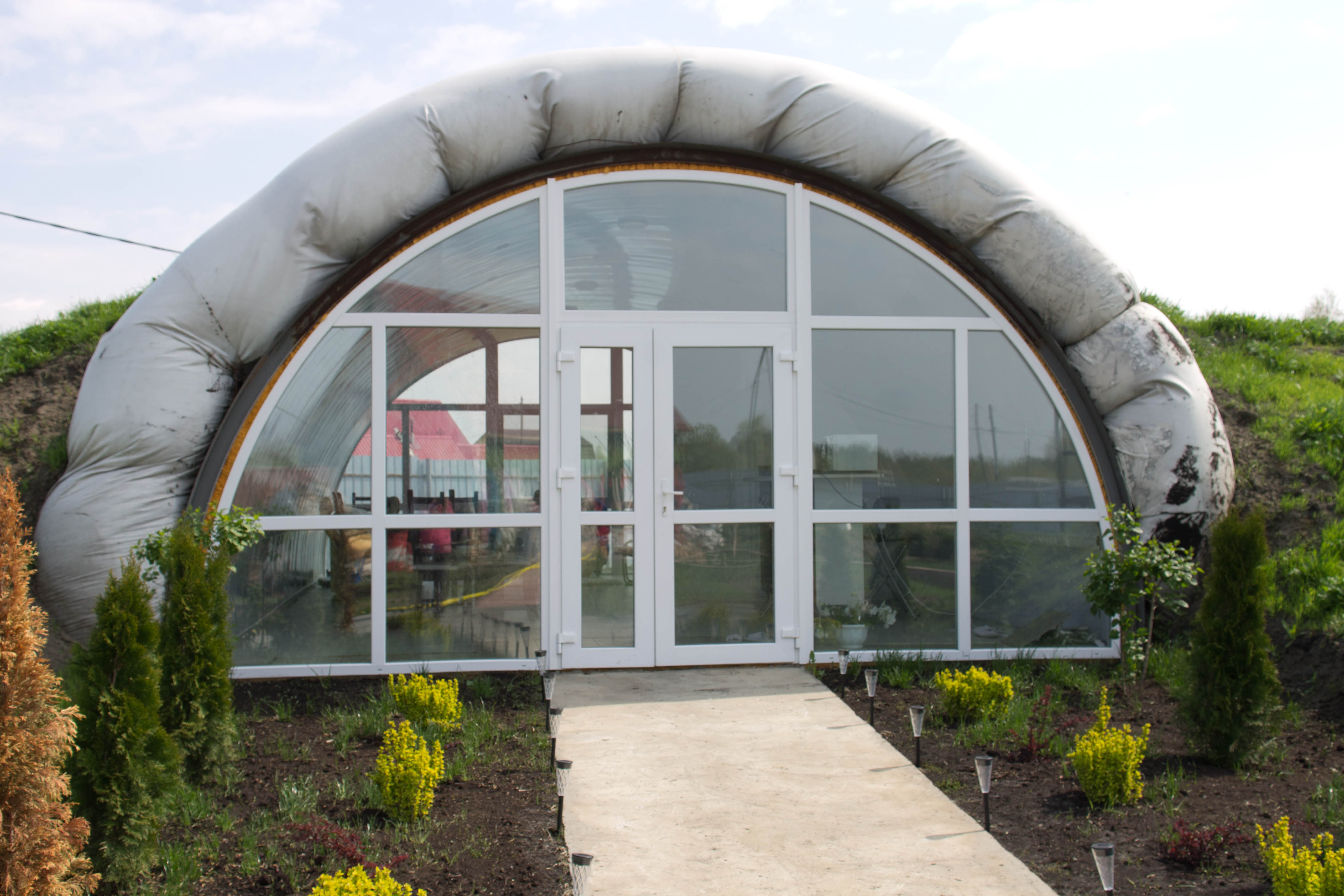
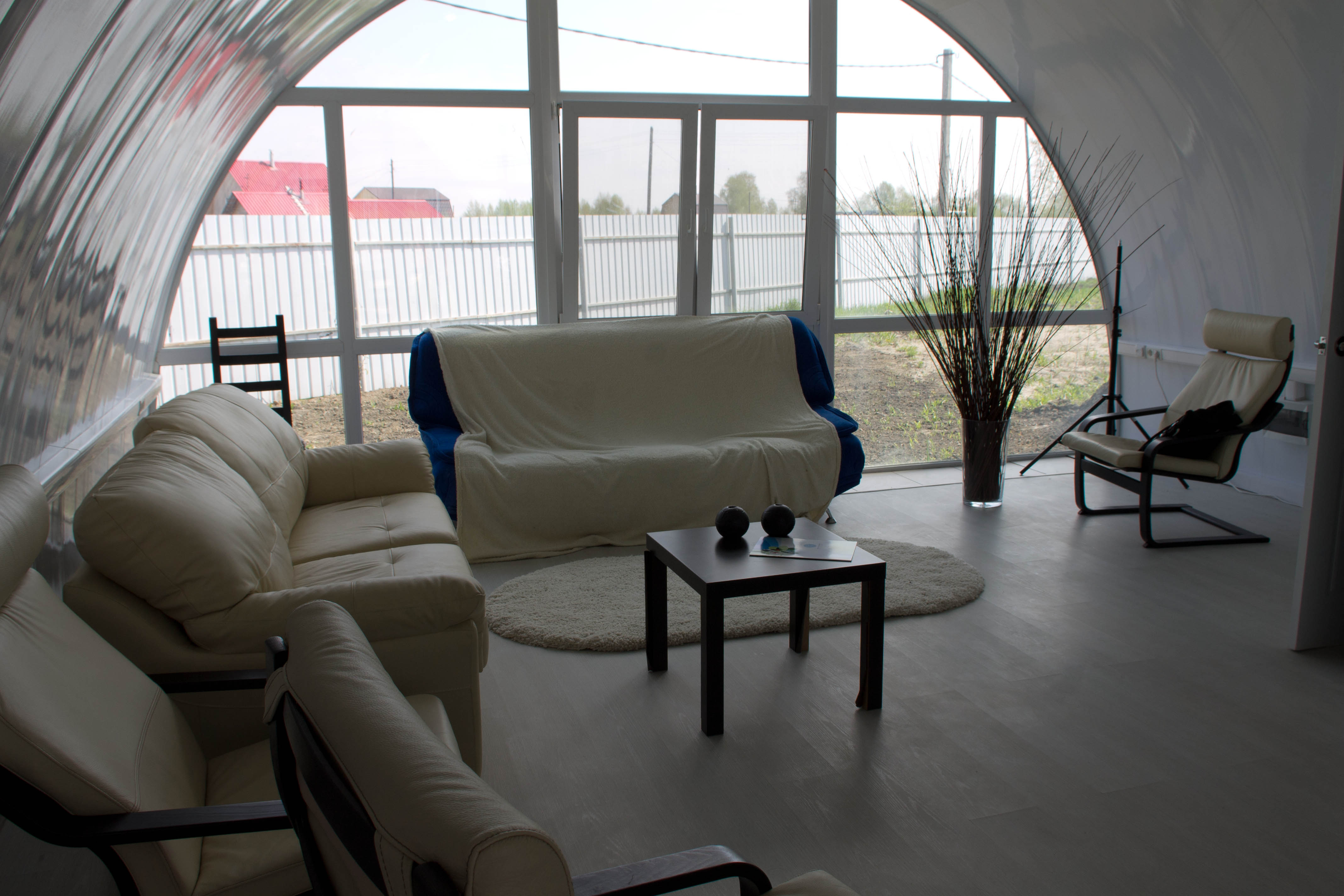
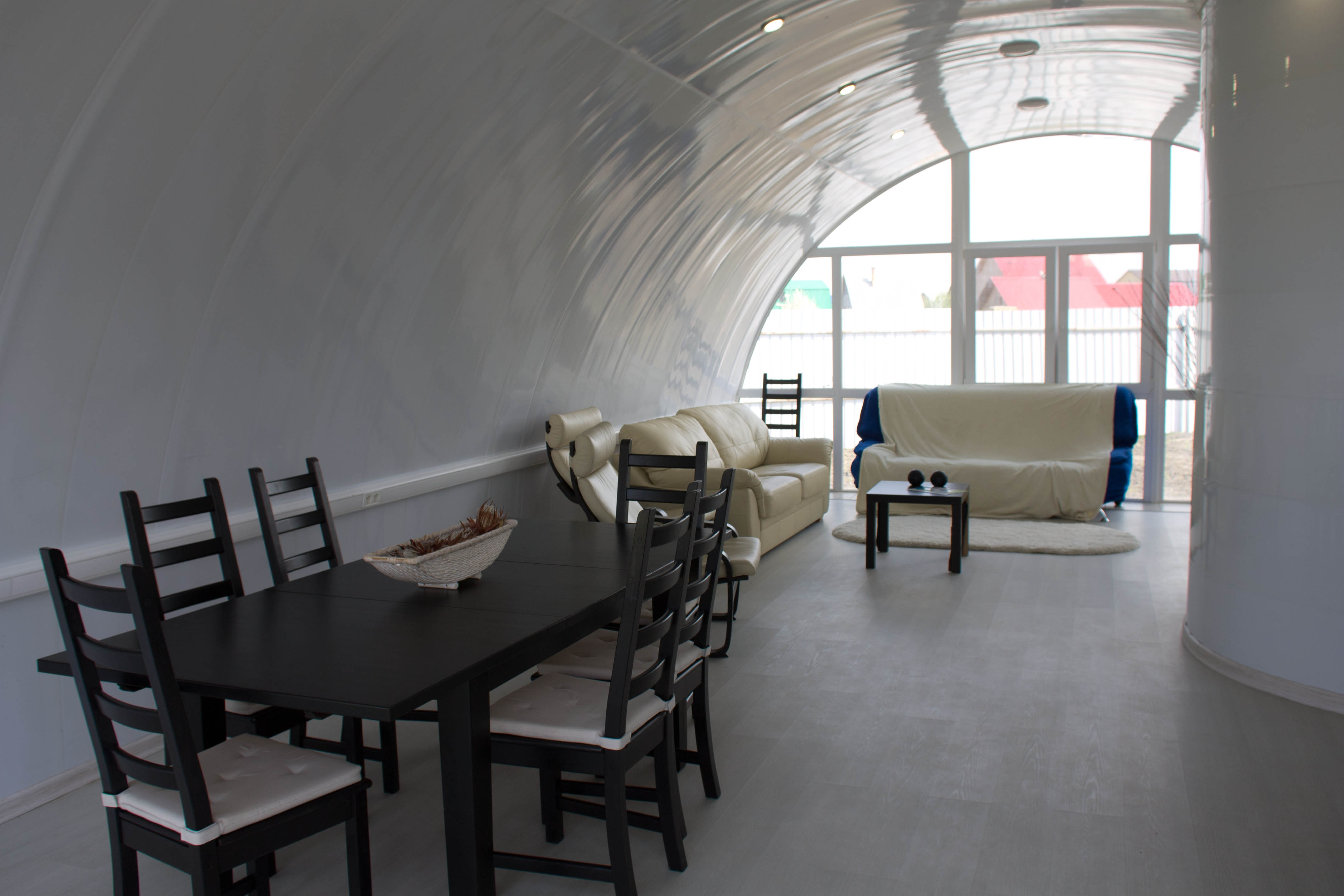

#### Насос для перекачки высоковязких жидкостей
Является совместной разработкой с американскими учёными, был впервые представлен на выставке «НефтьГазТЭК-2011» в Тюмени. Способен выкачивать 115  м³ тягучей жидкости в час с глубины до 30 м.

#### 3D-Vision Space
Существует пока только в проекте. В основе идеи лежит технология машинного распознавания объектов российской компании «Papillon Systems» (Миасс), резидента бизнес-инкубатора Plug and Play Tech Center (Саннивейл, Калифорния) в Кремниевой долине. «НИИ ЭиРИПР» предложил использовать технологию для распознавания экологически чистых и грязных территорий. С американской стороны формализацию информации по экологическим технологиям представляет корпорация KMT International, Inc (Фримонт, Калифорния).

### Горнолыжный комплекс «Мамонт»
Проект горнолыжного комплекса «Мамонт» уникален тем, что будет полностью возведен из переработанных отходов. Проект позволяет утилизировать около 4 млн тонн отходов как промышленных, так и бытовых отходов."Мамонт" может попасть в книгу рекордов Гиннеса сразу в двух номинациях — самый большой памятник мамонту и самое большое сооружение из переработанных отходов (для его возведения потребуется порядка 3 миллионов кубометров отходов). Проект включает в себя два горнолыжных склона с гостиницей, построенной по технологии экодома, и другие объекты. Представители института презентовали проект комплекса перед членами Русского географического общества на Первом фестивале организации, который прошел с 31 октября по 6 ноября. Идея создать сооружение из переработанных отходов заинтересовала представителей Республики Саха (Якутия). Проектом также заинтересовалась администрация Тюмени.

### Объёмы
Компанией переработано порядка 1 млн.  м³ отходов бурения, восстановлено около 1 000 га нарушенных и загрязнённых земель. 80 % заказов «НИИ ЭиРИПР» получает из Тюменской области (включая автономные округа).

## Общественная деятельность

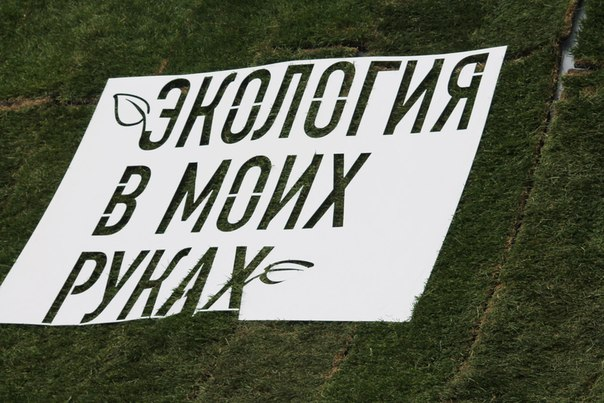
Logo of ecofestival «Ecology is in my arms»

В 2012 году компании выступила партнёром III Международного инновационного форума «НефтьГазТЭК» в Тюмени. В декабре того же года Ю. В. Денеко стала председателем Общественного совета при Росприроднадзоре по Тюменской области. В июле 2013 года Общественный совет при Росприроднадзоре по Тюменской области получил за проделанную работу высокую оценку руководителей управлений ведомства разных субъектов Российской Федерации.
В июне 2013 года во Всемирный день окружающей среды «НИИ ЭиРИПР» выступил соорганизатором экологического арт-моба в Тюмени, в ходе которого с детьми были проведены мастер-классы по бумажной пластике, моделированию фигурок птиц и животных из макулатуры, созданию «экосумок» без ниток и иголок, вторичному использованию старых журналов для изготовления украшений из бусин.

### Образование и пропаганда
«НИИ ЭиРИПР» совместно с Общественным советом при Управлении Росприроднадзора по Тюменской области проводит для школьников экологические уроки. Экологи рассказывают ученикам о том, как соблюдая несложные правила, можно внести весомый вклад в сохранение природных ресурсов. На мероприятиях (субботниках) для детей открываются экодворики — проект, созданный с целью приобщения тюменцев и гостей города к вопросам охраны окружающей среды. На бесплатных мастер-классах, дети и взрослые занимаются творчеством — лепят, рисуют, выстригают, склеивают, весело проводят время, а еще узнают полезную информацию об охране природы. Ребята дают вторую жизнь коробкам, бумаге из шредера, банкам, газетам, пластмассовым бутылкам и другим подручным материалам. Из всего этого получаются симпатичные и полезные вещицы — вазы, панно, подставки, цветы и много другое.

### Субботники

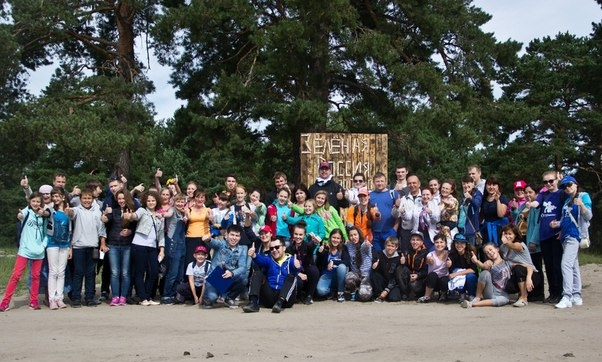
Субботник на озере Андреевское (30 августа 2014 года)

С 2013 года институт — официальный партнер акции «Зеленая Россия». В 2013 году мероприятие прошло в районе тюменского ТЭЦ. Отдать долг природе собрались около 150 человек от мала до велика. Участники собрали больше сотни мешков мусора. В 2014 году акция прошла на озере Андреевское. В уборки приняли участие около 400 человек. Активисты собрали примерно 25 кубометров отходов — чтобы вывезти все заполненные мусорные мешки, понадобилось четыре грузовых самосвала. Кроме того, ежегодно устраиваются не менее масштабные уборки на территории города, в которых принимают участие.

### Экофестиваль
Первый эко-фестиваль «Экология в моих руках» прошел в Тюмени 7 июня. Его посетили более трёх тысяч человек. В течение всего дня на мероприятии проводились мастер-классы от ремесленников, состоялась танцевальная акция, флеш-моб, работали эко-выставки, а также свою продукцию презентовали тюменские производители. На фестивале работал пункт сбора использованных батареек, макулатуры и стекла. Завершилось мероприятие грандиозным представлением артистов и концертом группы «Подиум».

## Награды и достижения

### Корпоративные
- победитель конкурса «Национальная экологическая премия» (2009 год) в номинации «Инновационные экоэффективные технологии в промышленности» за проект "Переработка отходов бурения нефтегазодобывающих предприятий при помощи мобильного полигона «ДЕКОНТАМОБИЛ»[18]
- премия «European Standard 2011», вручаемая Международной ассоциацией «Eurostandard» (Брюссель)[54][55]
- в 2011 году стало лауреатом всероссийской программы-конкурса «100 лучших товаров России»[56]
- победитель конкурса «Лучшее предприятие Тюменской области-2011» в номинации «Лучшее инновационное предприятие» среднего бизнеса[56]

### Личные
- Денеко Юлия Викторовна:
  - в 2010 году стала лауреатом тюменской областной премии общественного признания «Фортуна» в номинации «Открытие года»[57]
  - в 2011 году победила в номинации «Инновационный бизнес» областного, окружного (по УрФО) и всероссийского этапов конкурса «Молодой предприниматель России»[15]
  - в 2012 году стала победителем тюменского областного конкурса общественного признания «Клуб 7» (клуб главных редакторов СМИ) в номинации «Бизнесмен года»[58][59]